# Кілс
Кілс (англ. Keels) — містечко в Канаді, у провінції Ньюфаундленд і Лабрадор.

## Населення
За даними перепису 2016 року, містечко нараховувало 51 особу, показавши скорочення на 16,4%, порівняно з 2011-м роком. Середня густина населення становила 7,8 осіб/км².
З офіційних мов обидвома одночасно не володів жоден з жителів, тільки англійською — 50.
Працездатне населення становило 46,7% усього населення, рівень безробіття — 42,9% (50% серед чоловіків та 0% серед жінок). 71,4% осіб були найманими працівниками, а 28,6% — самозайнятими.

## Клімат
Середня річна температура становить 4,5°C, середня максимальна – 19,2°C, а середня мінімальна – -11,1°C. Середня річна кількість опадів – 1 223 мм.
| Клімат поселення                              | Клімат поселення | Клімат поселення | Клімат поселення | Клімат поселення | Клімат поселення | Клімат поселення | Клімат поселення | Клімат поселення | Клімат поселення | Клімат поселення | Клімат поселення | Клімат поселення | Клімат поселення |
| Показник                                      | Січ.             | Лют.             | Бер.             | Квіт.            | Трав.            | Черв.            | Лип.             | Серп.            | Вер.             | Жовт.            | Лист.            | Груд.            |                  |
| Середній максимум, °C                         | −1,11            | −1,48            | 2,00             | 6,79             | 11,37            | 16,01            | 19,21            | 19,16            | 15,32            | 10,32            | 5,63             | 0,13             |                  |
| Середня температура, °C                       | −5,94            | −6,31            | −2,84            | 1,95             | 6,53             | 11,17            | 15,83            | 15,79            | 11,96            | 6,95             | 2,24             | −3,24            |                  |
| Середній мінімум, °C                          | −10,79           | −11,14           | −7,68            | −2,89            | 1,70             | 6,34             | 12,46            | 12,41            | 8,60             | 3,58             | −1,11            | −6,63            |                  |
| Норма опадів, мм                              | 106              | 102              | 97               | 93               | 86               | 94               | 87               | 87               | 117              | 123              | 113              | 118              |                  |
| Середньомісячна швидкість вітру, м/с          | 6.34             | 6.12             | 5.99             | 5.71             | 5.22             | 4.98             | 4.73             | 4.80             | 5.29             | 5.79             | 6.04             | 6.39             |                  |
| Середньомісячна сонячна радіація, кДж/м²·день | 3822             | 6720             | 10614            | 14149            | 17173            | 19043            | 19071            | 15981            | 11814            | 6957             | 3956             | 2894             |                  |
| --------------------------------------------- | ---------------- | ---------------- | ---------------- | ---------------- | ---------------- | ---------------- | ---------------- | ---------------- | ---------------- | ---------------- | ---------------- | ---------------- | ---------------- |
| Джерело:                                      |                  |                  |                  |                  |                  |                  |                  |                  |                  |                  |                  |                  |                  |